# إبراهيم محمد عبد العاطي
إبراهيم بن محمد عبد العاطي السوداني (1905 - 1935) شاعر سوداني. ولد في كركوج في الضفة الشرقية للنيل الأزرق، ونشأ فيها. تعلّم في‌ أم درمان، ثم انتقل إلى القاهرة والتحق بالأزهر ولم يكمل تعليمه بسبب مرض ألَّم به، وعاد إلى بلده وتوفي فيها عن 30 عامًا. نظم الشعر وهو طالب فُلقّب بـ«إبراهيم الشاعر». له ديوان شعر بعنوان «الإبراهيميات أو الراؤوق» (1934). 

## سيرته
هو إبراهيم بن محمد عبد العاطي السوداني. ولد سنة 1323هـ/ 1905 م في بلدة كركوج من أعمال النيل الأزرق. ونشأ بها. تلقى علومه بالمعهد العلمي بأم درمان. وكان أثناء طلبه ينظم الشعر فاشتهر بـ«إبراهيم الشاعر». ثم سافر إلى مصر لإكمال دراسته والتحق بالأزهر، وأتم المرحلة الثانوية واستقر بالقاهرة، وعمل بالصحافة. ولكنه لم يتم تعليمه بسبب إصابته بمرض الصدر. فعاد إلى مسقط رأسه وتوفي بها، سنة 1354 هـ/ 1935 م.

## شعره
له ديوان الإبراهيميات المشهور بـ«الراؤوق» طبع بمصر سنة 1934. كان من الشباب الذين أوتوا حظاً من الأدب ومن شعراء السودان المشهورين. جاء عنه في معجم البابطين «في شعره رصانة، ويميل أحياناً إلى غريب اللغة، لتأثره بالشعر العربي القديم، وقد كانت له آراء مختلفة، قد توصف في زمانها بالجرأة، فلم يكن يرى في شعر العقاد ما يبرر اعتراف طه حسين له بإمارة الشعر، بعد رحيل شوقي.» ومن شعره «الحب شقاء»: